# Lalia (Rhetorik)
Lalia  ist eine von Menander Rhetor in der ihm zugeschriebenen Epideiktikschrift Über die epideiktischen Reden eingeführte Formbezeichnung für "Reden im Plauderton".
Die Lalia zeichnet sich durch Formlosigkeit und kalkulierten Bruch mit den strengen Konventionen spätantiker Rede aus. Sie ist nicht nur im epideiktischen Genus, sondern auch in der deliberativen und forensischen Rhetorik nutzbar. Da die Lalia spontan und frei wirken muss, sind hier Berührungspunkte zur Rede aus dem Stegreif (Extempore) aber auch zum modernen Smalltalk zu finden.